# Стачонато (Витербо)
Стачонато је насеље у Италији у округу Витербо, региону Лацио.
Према процени из 2011. у насељу је живело 12 становника. Насеље се налази на надморској висини од 309 м.